# チャールズ・カオ
サー・チャールズ・クエン・カオ（Sir Charles Kuen Kao、繁体字：高錕、簡体字：高锟、1933年11月4日 - 2018年9月23日）は、イギリス領香港の物理学者、電気工学者。香港中文大学学長（1987年-1996年）。中国(香港)、英国、米国の国籍を持つ。光ファイバーに関する研究により2009年ノーベル物理学賞受賞。「光ファイバーの父」や「ブロードバンドのゴッドファーザー」としばしば呼ばれる。

## 来歴
上海のフランス租界で生まれる。父高君湘は江蘇省金山県（1958年に上海市に編入）出身で、アメリカのミシガン大学法務博士卒業の法律家、祖父高吹萬は儒学者であった。弟の高鋙（Timothy W. Kao）は物理学者で、アメリカ・カトリック大学土木工学学科の名誉教授。幼少期から中国の古典に親しみ、蔡元培が設立した上海のインターナショナルスクールで英語とフランス語を勉強した。
1948年に家族で台湾、次いで香港に移住し、1952年に聖ヨゼフ学院を卒業、 Woolwich Polytechnic（現在のグリニッジ大学）で電気工学を学び、科学の学士を取得した。その後はスタンダード・テレフォン・アンド・ケーブルズ（STC）の中央研究所で働きながら学外生として通学し、1965年にユニヴァーシティ・カレッジ・ロンドン電気工学の博士号を、Harold Barlowの指導のもと取得した。

### 光ファイバーと通信

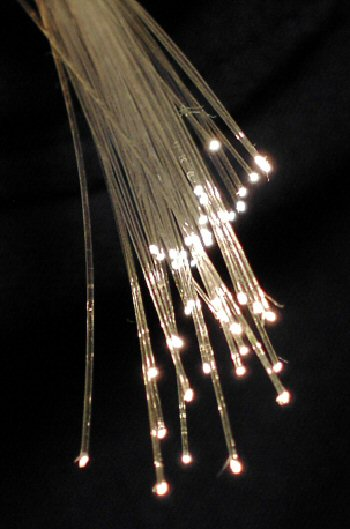
石英ガラス光ファイバーのバンドル

1960年代、イギリスのエセックス州ハーロウにあるスタンダード・テレコミュニケーション・ラボラトリーズ（STL）で、通信媒体としての光ファイバーの実現に向けた先駆的な研究を行っていた。新人時代の1963年、アレック・リーブスの下で通信用光導波路の研究をしていたアントニ・E・カルボヴィアックのチームで働いていた。カオの仕事は、ファイバーの減衰を調べることだった。そのため、さまざまなファイバーメーカーからサンプルを集め、バルクガラスの特性も注意深く調べた。その結果、光ファイバーの光損失は、材質中の不純物が原因であることを確信した。その年の暮れ、カオはSTLの電気光学研究グループの責任者に任命された。1964年12月にトニ・カルボウィアックの辞任に伴い、STLの光通信プログラムを引き継いだ。研究部長になってからは、光物理だけでなく物質特性も考慮する研究方針に転換した。
1965年、カオと同僚のジョージ・ホッカムは、ガラスの光の減衰量の基本的な限界は20dB/km以下であると結論づけ、光通信の重要なしきい値とした。この決定がなされた時点では、光ファイバーは1,000dB/km以上の光損失を示すのが普通だった。しかし、この結論を受けて、この基準に達するための低損失材料や適切なファイバーを探す激しい競争が始まった。
カオ自身も模索し、溶融シリカ（SiO2）の純度の高さが光通信に適していることを指摘していた。さらに、グラスファイバー内の光の透過率が劇的に低下するのは、当時多くの物理学者が考えていた散乱などの根本的な物理的効果ではなく、ガラス材料の不純物が主な原因であり、そのような不純物は取り除くことができると述べた。これにより、高純度のガラス繊維の研究と生産が世界的に行われるようになった。当時、このグラスファイバーを長距離の情報伝達に使えば、現在でも広く利用されている銅線に取って代わることができるとカオが提案したとき、彼の考えは広く信じられなかったが、後に人々は、カオの考えが通信技術と産業全体に革命をもたらしたことに気付いたのである。
1966年1月に、IEE（現在のIEEE）のプロシーディングに「光周波数における誘電体ファイバー表面導波路」を掲載した。この研究は、ガラス繊維を使って光通信を実現することを初めて理論的に提案したもので、記述されたアイデア（特に構造的特徴と材料）は、今日の光ファイバー通信の大部分の基礎となっている。
カオは、光通信の工業化と商業化の初期段階でも主導的な役割を果たした。民間および軍事用途の要件を満たすさまざまなタイプのファイバーとシステム装置、および光ファイバー通信の周辺支援システムの開発や、「テラビット」技術概念の創始、長距離通信でのシングルモード方式採用や海底ケーブルの先見など、幅広い貢献を見せた。カオは100を超える論文と30を超える特許を有している。
アリ・ジャバンによる安定したヘリウムネオンレーザーの導入と、カオによるファイバーの光損失特性の発見は、現在、光ファイバー通信の発展に欠かせない2つのマイルストーンとして認識されている。
1970年に香港に戻ると香港中文大学に入り、後に電子工学科となる電子科を設立した。1987年から1996年までは副学長を務めた。アメリカのITTでチーフサイエンティストを務めたりした。
1997年王立協会フェローに選出され、2009年にはノーベル物理学賞を受賞した。
2018年9月23日、香港の医療施設で死去。84歳没。

## 受賞・叙勲歴
- 1977年 - スチュアート・バレンタイン・メダル
- 1978年 - IEEEモーリス・N・リーブマン記念賞
- 1985年 - IEEEアレクサンダー・グラハム・ベル・メダル
- 1987年 - C&C賞
- 1989年 - ジェームス・C・マックグラディ新材料賞、ファラデー・メダル
- 1992年 - 国際光工学会ゴールドメダル
- 1993年 - 大英帝国勲章（CBE）
- 1996年 - 日本国際賞[23]
- 1999年 - チャールズ・スターク・ドレイパー賞
- 2009年 - ノーベル物理学賞[24]
- 2010年 - 大紫荊勲章 (GBM)